# Ali Asadov

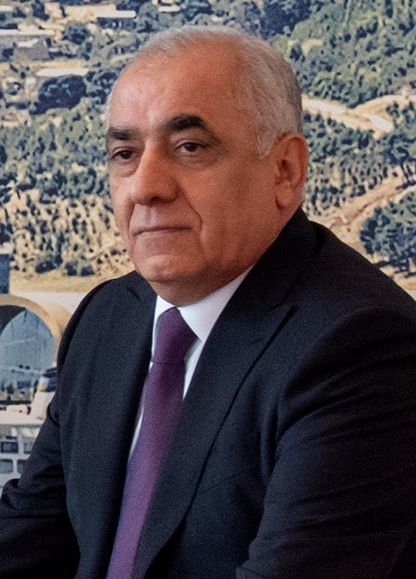
Ali Asadov

Ali Hidayat oglu Asadov (Azerbeidzjaans: Əli Hidayət oğlu Əsədov) (Bakoe, 30 november 1956) is de 10e premier van de Republiek Azerbeidzjan. Eerder was hij assistent van de president van de Republiek Azerbeidzjan inzake economische zaken (1998-2012) en plaatsvervangend hoofd van de presidentiële staf van de Republiek Azerbeidzjan (2012-2019).

## Leven
Ali Asadov werd geboren op 30 november 1956 in het district Kangarli, Nachitsjevanse Autonome Socialistische Sovjetrepubliek. In de periode 1964-1974 volgde hij de middelbare school nr. 134 in Bakoe, en in 1978 studeerde hij af aan het Moskouse Instituut voor Nationale Economie. Hij diende in het leger van 1978 tot en met 1980.
Hij begon zijn carrière in 1980 als senior-laboratoriumassistent aan het Instituut voor Economie van de Academie van Wetenschappen van de Azerbeidzjaanse Socialistische Sovjetrepubliek. Tussen 1981 en 1984 volgde hij een postdoctorale opleiding aan de Russische Academie van Wetenschappen in Moskou, die hij afsloot met een diploma als econoom.
In de periode 1989-1995 werkte hij als universitair hoofddocent en afdelingshoofd aan het Instituut voor Organisatiekunde en Politieke Wetenschappen in Bakoe.
In de periode 1995-2000 was hij namens de Nieuw Azerbeidzjaanse Partij lid van de Milli Majlis, het parlement van de Republiek Azerbeidzjan.
Hij werd lid van de Nieuw Azerbeidzjaanse Partij in februari 1993 en is lid van de Politieke Raad van YAP.